# Eclogite
L'eclogite è una roccia metamorfica di composizione basica. 
Le eclogiti non devono contenere plagioclasio; sono composte principalmente da omfacite (pirosseno sodico) e granato (soprattutto piropo); alcune eclogiti di bassa temperatura possono contenere minerali idrati come la fengite, il glaucofane e la zoisite.

## Etimologia
ll termine fu coniato da Haüy nel 1822 e viene dal greco eklogḗ = scelta.

## Genesi delle eclogiti
Per capire la genesi delle eclogiti è utile considerare due fattori principali:

1) La composizione delle eclogiti è di tipo basaltico, ma la loro densità è molto elevata (circa 3,5 g/cm3). Questo implica pressioni molto elevate durante la loro genesi.

2) I minerali presenti sono anidri, quindi durante la genesi i valori di pressione dell'acqua erano molto bassi.
Entrambe le condizioni sono, inoltre, verificate da dati sperimentali.
L'alta pressione durante la genesi è confermata dalla presenza dell'omphacite, clinopirosseno di alta pressione che si forma dalla reazione
- plagioclasio + pirosseno {\displaystyle \rightarrow } omfacite + granato

Le basse pressioni dell'acqua sono state verificate da varie prove sperimentali, che hanno inoltre mostrato che aumentando la presenza dell'acqua, a parità di condizione, si passa a facies anfibolitica o facies a scisti verdi.
L'ambiente geodinamico principale di formazione delle eclogiti sono le zone di collisione tra placche, all'interno della crosta subdotta.

## Classificazione
Le eclogiti possono essere classificate in tre categorie:
- Eclogiti A: sono essenzialmente bimineraliche. Costituite quindi da omphacite e granato, si formano con PH2O=0 (assenza di acqua).
- Eclogiti B: contengono anche orneblenda sodica e zoisite e sono tipiche di pressioni e temperature alte.
- Eclogiti C: contengono anche glaucofane ed epidoto e sono tipiche di pressioni e temperature più modeste.

La differenza tra le eclogiti A e le eclogiti B e C è data dalla presenza di minerali idrati nelle ultime. Questo fatto è dovuto a reazioni di idratazione successive o alla presenza di piccole quantità di acqua durante il metamorfismo.

## Importanza dell'eclogite
L'eclogite è una roccia rara ed importante perché si forma solo in condizioni di alte pressioni relativamente anomale nelle altre rocce e tipiche invece del mantello o della parte inferiore della crosta continentale quando questa è inspessita dai processi di collisione continentale che portano ad esempio alla formazione delle catene montuose.
Le eclogiti aiutano nella ricostruzione dei processi della tettonica a placche; infatti molte si formano da crosta oceanica subdotta fino a oltre 35 km di profondità e successivamente riportata sulla superficie.
Per la loro natura di rocce di alta pressione le eclogiti sono instabili e durante la riesumazione spesso subiscono metamorfismo retrogrado. Possiamo quindi trovare plagioclasio e anfibolo che crescono sul pirosseno primario sostituendolo progressivamente. In alcuni casi estremi, in cui si abbia sufficiente presenza di acqua,  possiamo avere anche una retrocessione maggiore, con il passaggio in facies anfibolitica o facies granulitica. Alcune rarissime eclogiti di pressione ultra-alta si riconoscono per la presenza di coesite o diamanti.

## Distribuzione delle eclogiti
Nelle Alpi occidentali formano lenti e banchi di modeste estensioni (di solito non più di qualche centinaio di m) e sono spesso associate a eclogiti glaucofaniche e glaucofaniti e più o meno retrocesse in facies a scisti verdi. Ecco un elenco non esaustivo degli affioramenti di eclogiti in Italia:
- Nell'unità Zermatt-Saas della Zona Piemontese, tra l'alta Valtournanche e l'alta Val d'Ayas  e tra l'alta Val Clavalité e quella di Champorcher (Valle d'Aosta).
- In varie località della Zona Sesia-Lanzo interna (Complesso dei Micascisti Eclogitici): ad es. basse valli di Lanzo e del Tesso, Zona di Pont Canavese,  a Nord di Rialmosso (Valle del Cervo) ecc.
- Monviso e dintorni.
- Nel Massiccio Dora-Maira, nella zona di Martiniana Po.
- Nel Gruppo di Voltri: a Vara inferiore e Pian Paludo.
- Nel basamento metamorfico ercinico della Sardegna, complesso migmatitico di Punta Ottiolu (Budoni, Sassari)

Xenoliti di eclogite si trovano nei camini kimberlitici del Sudafrica, della Russia e del Canada. Si trovano inoltre in terreni granulitici come quelli dell'Australia centrale che, dopo essere stati sottoposti a pressioni superiori ai 15 kbar, hanno subito una rapida riesumazione (in meno di 10 milioni di anni).

## Galleria d'immagini

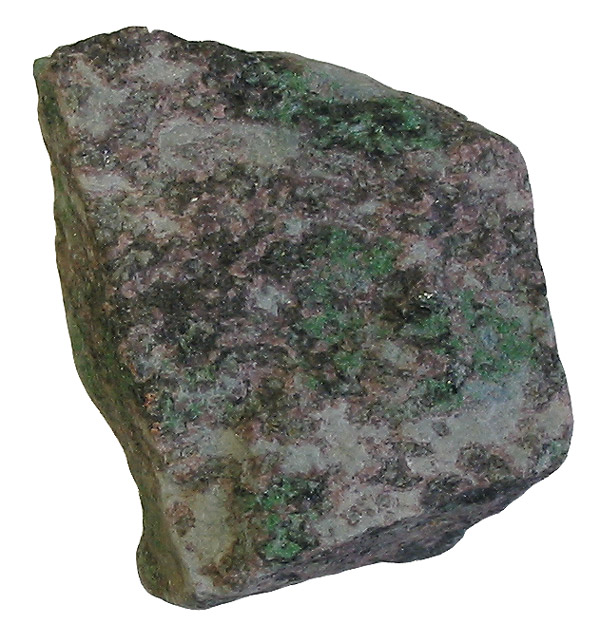
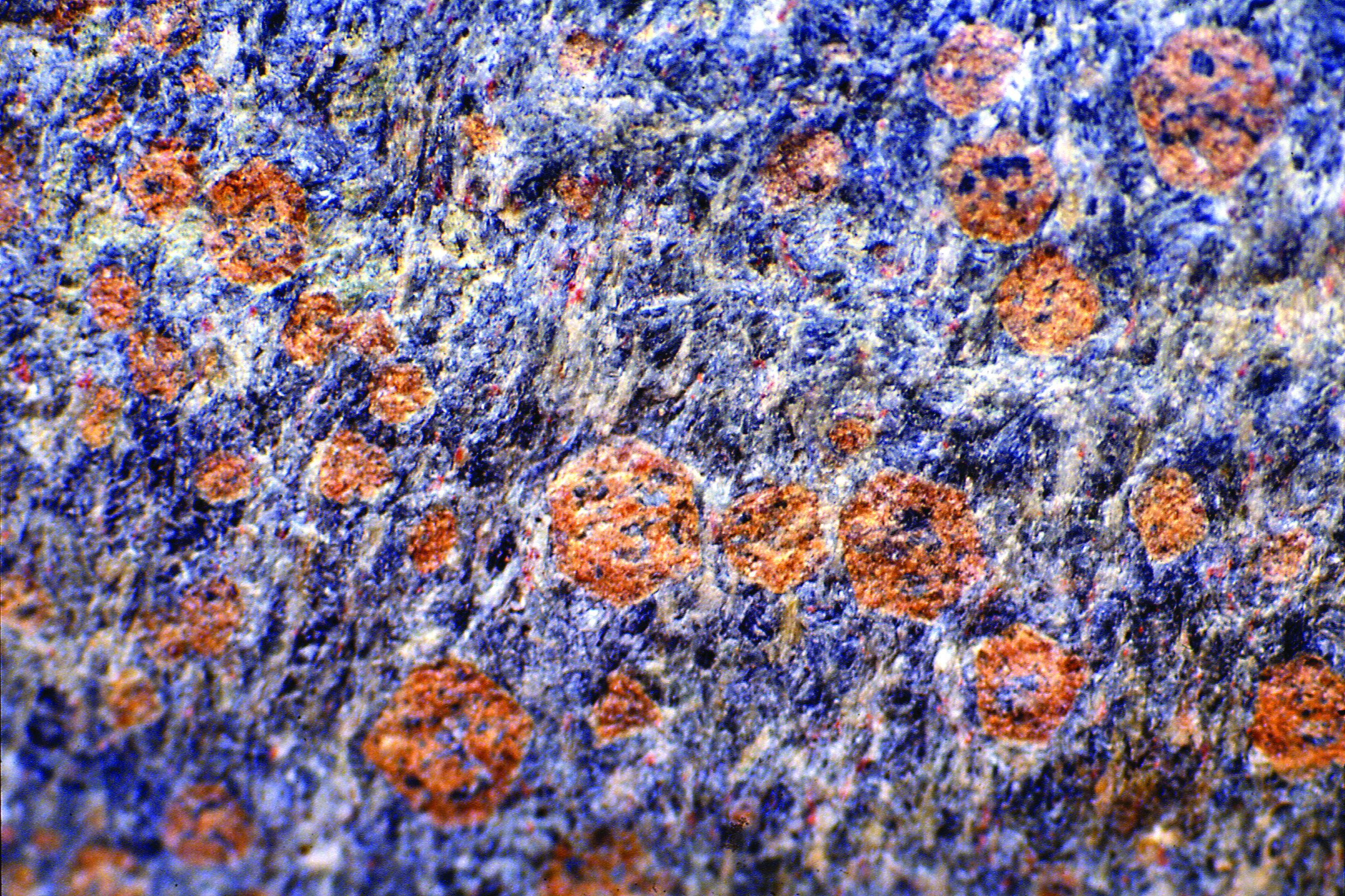
Dettaglio di eclogite glaucofanica. Zona Sesia-Lanzo. Località: presso Bocchetto Sessera, Valle Cervo (BI)